# Olchowiec-Kolonia (powiat chełmski)
Olchowiec-Kolonia – kolonia w Polsce położona w województwie lubelskim, w powiecie chełmskim, w gminie Wierzbica.
| SIMC    | Nazwa    | Rodzaj     |
| ------- | -------- | ---------- |
| 0109487 | Podłącze | przysiółek |

W latach 1975–1998 miejscowość należała administracyjnie do województwa chełmskiego.